# Bolero/Kiss The Baby Sky/忘れないで
『Bolero／Kiss The Baby Sky／忘れないで』（ボレロ／キス・ザ・ベイビー・スカイ／わすれないで）は、東方神起の日本での25枚目のシングルである。2009年1月21日にrhythm zoneより発売された。

## 概要
前作『呪文-MIROTIC-』から3か月ぶりのシングルで、トリプルA面仕様である。[CD]、[CD+DVD]の2形態でのリリース。[CD]盤のジャケットには、「Bolero」のタイアップ先の映画『昴-スバル-』で主演を務めた黒木メイサが起用された。
収録曲のうち、「Kiss The Baby Sky」はメンバーのユチョンの作詞・作曲で、「忘れないで」はメンバーのジェジュンが作詞・作曲した。ユチョンは、自身のソロ曲「My Girlfriend」で作詞、3rdアルバム『T』に収められている「Kissしたまま、さよなら」では作詞・作曲をしているが、シングル表題曲は初めてとなった。そして、ジェジュンも同じく「Kissしたまま、さよなら」をユチョンと共に作曲しているが、シングルは今作が初めて。
シングルは、2009年2月2日付のオリコン週間シングルランキングで初登場1位を獲得し、5作連続での首位獲得を達成した。

## 発売形態
ジャケットは、初回限定盤が黒木メイサで、通常盤が東方神起となっている
CD
- 規格品番:RZCD-46109
- 「どうして君を好きになってしまったんだろう? -Royal Mirrorball Mix-」を追加収録。

CD+DVD
- 規格品番:RZCD-46108/B
- DVDに「Beloro」のミュージック・ビデオを収録。
- 初回特典:オフショット映像を収録。

## 収録内容

### CD
| #         | タイトル                                                            | 作詞      | 作曲                                                     | 編曲                                               | 時間  |
| --------- | ------------------------------------------------------------------- | --------- | -------------------------------------------------------- | -------------------------------------------------- | ----- |
| 1.        | 「Bolero」                                                          | Lambsey   | 鈴木大輔 冨田恵一                                        | 華原大輔                                           | 5:58  |
| 2.        | 「Kiss The Baby Sky」                                               | YUCHUN    | YUCHUN                                                   | - クラッシャー木村（ストリングス編曲）             | 3:55  |
| 3.        | 「忘れないで」                                                      | JEJUNG    | JEJUNG Young-hu Kim                                      | - Young-hu Kim - Sang Won Shim（ストリングス編曲） | 5:21  |
| 4.        | 「どうして君を好きになってしまったんだろう?」(Royal Mirrorball Mix) | Lambsey   | Sylvia Bennett-Smith Fredrik“Fredro”Odesjo Mats Berntoft | 松井寛（リミキサー）                               | 5:33  |
| 5.        | 「Bolero」(Less Vocal)                                              |           |                                                          |                                                    | 5:58  |
| 6.        | 「Kiss The Baby Sky」(Less Vocal)                                   |           |                                                          |                                                    | 3:54  |
| 7.        | 「忘れないで」(Less Vocal)                                          |           |                                                          |                                                    | 5:18  |
| 合計時間: | 合計時間:                                                           | 合計時間: | 合計時間:                                                | 合計時間:                                          | 35:57 |

### CD+DVD
| #         | タイトル                          | 作詞      | 作曲                | 編曲                                               | 時間  |
| --------- | --------------------------------- | --------- | ------------------- | -------------------------------------------------- | ----- |
| 1.        | 「Bolero」                        | Lambsey   | 鈴木大輔 冨田恵一   | 華原大輔                                           | 5:58  |
| 2.        | 「Kiss The Baby Sky」             | YUCHUN    | YUCHUN              | - クラッシャー木村（ストリングス編曲）             | 3:55  |
| 3.        | 「忘れないで」                    | JEJUNG    | JEJUNG Young-hu Kim | - Young-hu Kim - Sang Won Shim（ストリングス編曲） | 5:21  |
| 4.        | 「Bolero」(Less Vocal)            |           |                     |                                                    | 5:58  |
| 5.        | 「Kiss The Baby Sky」(Less Vocal) |           |                     |                                                    | 3:54  |
| 6.        | 「忘れないで」(Less Vocal)        |           |                     |                                                    | 5:18  |
| 合計時間: | 合計時間:                         | 合計時間: | 合計時間:           | 合計時間:                                          | 30:24 |

| #  | タイトル                           | 作詞 | 作曲・編曲 | 監督         |
| -- | ---------------------------------- | ---- | ---------- | ------------ |
| 1. | 「Bolero」(Video Clip)             |      |            | Tetsuo Inoue |
| 2. | 「Off Shot Movie」(初回限定盤のみ) |      |            |              |

## 曲の解説
1. Bolero
6分の8拍子という変拍子で[11]、5人によるコーラスとストリングスを主体としたバラード・ナンバー[12]。プロモーションビデオは栃木県立宇都宮白楊高等学校旧講堂およびホテル東日本宇都宮で撮影された[13]。
2017年に発売されたベストアルバム『FINE COLLECTION 〜Begin Again〜』には、ユンホとチャンミンの2人で歌い直された音源が「Bolero <Re-recording version>」というタイトルで収録された[14]。
2. Kiss The Baby Sky
ミディアムバラードで、2008年10月1日より日本テレビ系『ズームイン!!SUPER』の天気予報のテーマ曲として使用されていた[15]。
元々は韓国でリリースする予定だったアルバムのために書かれた楽曲で、「東方神起を題材とした曲」として制作された。曲を書いている途中で前述のタイアップが決定し、途中に入っているメンバーの名前を除いて歌詞が書き直された[11]。なお、現在までにこの楽曲の韓国語バージョンは発売されていない。
ミュージック・ビデオは今作には収録されていないが、羽鳥慎一・西尾由佳理・小熊美香アナウンサーも記念に出演したものがあり、こちらは4thアルバム『The Secret Code』に収録されている。
タイトルの「Sky」には「夢」という意味を持たせている。なお、作詞ラップの部分のみ、ユチョンの弟も参加したというエピソードがある[11][16]。
3. 忘れないで
「日本テイストを持ったJ-POPのバラードを作りたい」という思いから書かれた楽曲。ユンホは「初めて聴いた時から感動した。ジェジュンらしさが感じられるすごく綺麗な曲だと思う。」とコメントしている[11]。
4. どうして君を好きになってしまったんだろう? -Royal Mirrorball Mix-
［CD］のみ形態に収録。松井寛による23rdシングルのリミックスバージョン。

## タイアップ
- ワーナー・ブラザース映画配給映画『昴-スバル-』メインテーマソング（#1）
- 日本テレビ系『ズームイン!!SUPER』『ズームイン!!サタデー』お天気テーマソング（#2）
- 日本メナード化粧品『キレイを磨く3Step〜あなたの、いちばんの、キレイを。〜』TV-CFソング（#3）

## 演奏参加
Bolero
- 華原大輔 - Programmed
- 山口周平 - Guitar

Kiss The Baby Sky
- 井上慎二郎 - Programming, Guitar
- Chirolyn - Bass
- 山田直樹 - Drums
- クラッシャー木村ストリングス - Strings
- Hiroyuki Enomoto - Wind Chimes, Drums Technician

忘れないで
- Hiroaki Takeuchi - Backing Vocals
- K-Strings - Strings
- Sang Won Sim - All Instruments

## 関連書籍
- ピアノソロ・弾き語り 東方神起 Selection for Piano〜Bolero〜（ヤマハミュージックメディア 楽譜、2010年1月）